# Õru
Õru est un petit bourg de la commune de Valga, situé dans le comté de Valga en Estonie. Avant la réorganisation administrative d'octobre 2017, il était le chef-lieu de la commune du même nom.
En 2019, la population s'élevait à 177 habitants.